# Скупчення Волосся Вероніки
Скупчення Волосся Вероніки (Abell 1656, англ. Coma cluster) — велике скупченням галактик, що містить більше 1000 ідентифікованих галактик. Це скупчення разом зі скупченням Лева (Abell 1367) є двома найбільшими скупченнями, що формують надскупчення Волосся Вероніки
.
Середня відстань скупчення від Землі становить 321 мільйонів світлових років (99 Мпк). Його десять найяскравіших спіральних галактик мають видиму зоряну величину близько 12m—14m і їх можна побачити за допомогою малого телескопа з апертурою 20 см. Центральна частина зайнята двома велетенськими еліптичними галактиками: NGC 4874 та NGC 4889
.
Abell 1656 на небі охоплює кілька градусів поблизу північного полюса нашої Галактики. 
Скупчення є одним з найвідоміших та найкраще вивчених. Це зумовлено двома причинами:
- Скупчення дуже багате (містить понад тисячу галактик);
- Скупчення розташоване далеко від площини Галактики, тож міжзоряний газ, пил та зорі нашої Галактики не заважають спостереженням.

## Члени скупчення

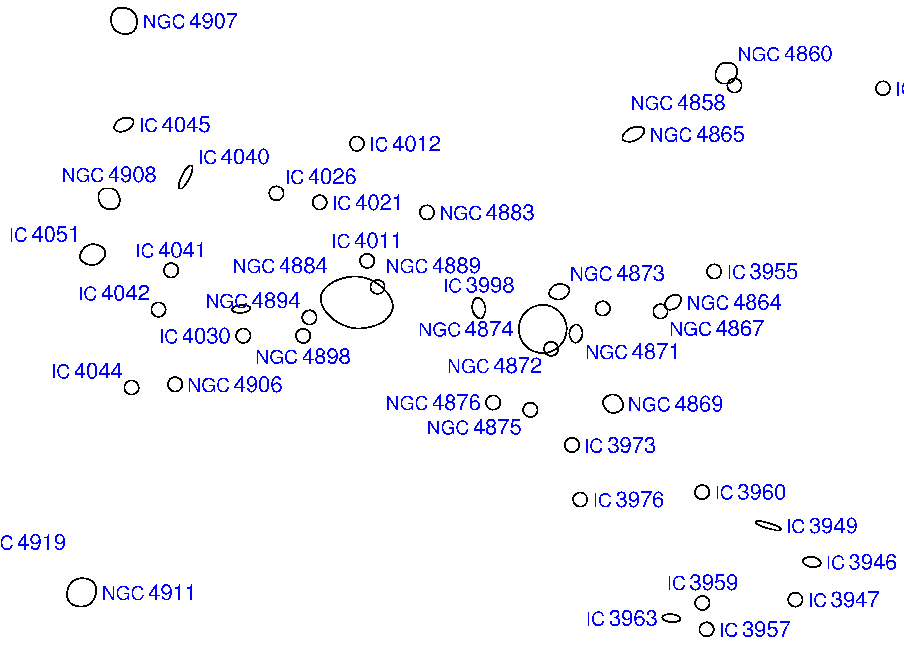
Карта центральної частини скупчення Волосся Вероніки

Більшість галактик, що населяють центральну частину скупчення є еліптичними та лінзоподібними (S0). Спіральні та неправильні галактики розташовані здебільшого на його периферії. Цей факт підтверджує поширену теорію, що великі еліптичні галактики утворюються шляхом злиття галактик меншого розміру: у щільному середовищі скупчення об'єднання галактик відбувалося протягом тривалого часу.
Попри те, що окремі галактики з цього кластеру були ідентифіковані вже давно (окремі галактики виявив ще Вільям Гершель 1785 року), його справжній розмір залишався невідомим до його детального вивчення, розпочатого астрономами Паломарської обсерваторії 1950 р.[джерело?]